# Kasteel Carelshof

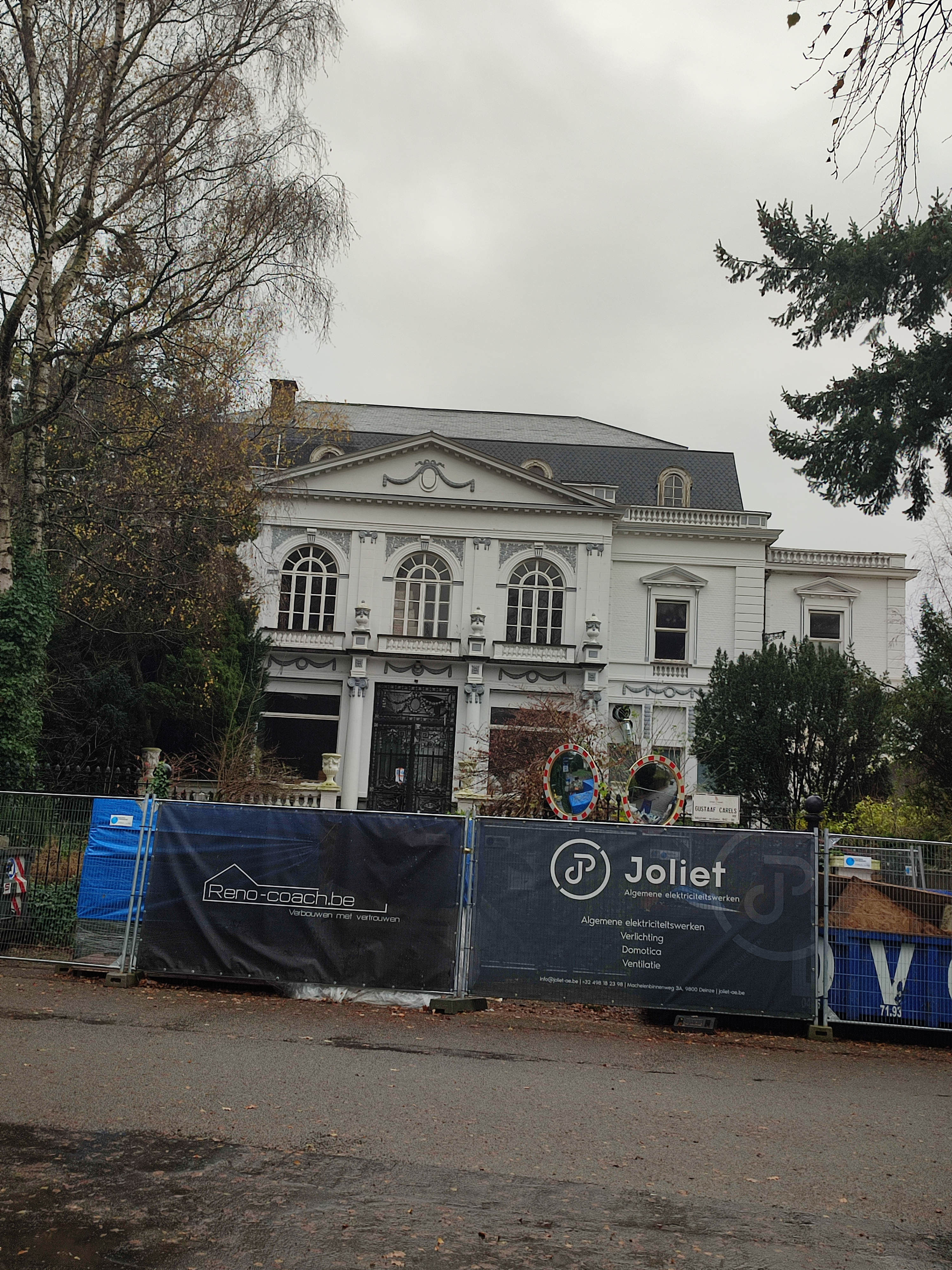
Het huidige Carelshof gelegen in de Gustaaf Carelshof 35 te Sint-Amandsberg in Gent

Het Kasteel Carelshof, ook wel gekend als het Kasteel Silford, werd in 1911-1912 gebouwd. Het kasteel is gelegen in de straat Gustaaf Carelshof in Sint-Amandsberg in Gent. Het is opgetrokken in neo-Lodewijk XVI-stijl en waarschijnlijk ontworpen door architect O. Van de Voorde. De meest gekende eigenaar was Charles Carels. De naam van het kasteel is afgeleid van de familie Carels.

## Voorgeschiedenis
Het kasteel was gelegen op het Westveld (het Westveld is tegenwoordig een wijk in Sint-Amandsberg). Dit gebied bestond tot in de late middeleeuwen grotendeels uit onvruchtbare heidegronden. In het landboek Oostakker uit 1672 wordt een hofstede vermeld die in eigendom was van Jan Schauteet en werd verpacht aan Lieven Van Ackere.
In 1784 werd het grondgebied van het Westveld verkocht aan J.B.J. de Schoutheete. Of die een erfgenaam is van Jan Schauteet is niet gekend. In het kadastrale register worden vier familieleden van de familie Schoutheete vermeld als eigenaars. Op de staat het huidige kasteel Carelshof niet. Pas in 1878 werd het kasteel gebouwd door P.L.E. de Schoutheete de Tervarent. Het werd opgetrokken in neorenaissancestijl.

## Familie Carels
In 1897 werd het kasteel bewoond door Emiel Seydlitz die het in 1909 doorverkocht aan Charles Carels. Pas op 1 september 1911 was het kasteel met alle bijhorende gronden definitief in zijn bezit. Hij liet een ijzeren hek, twee huizen aan de ingang, een oranjerie, een paviljoen en broeikassen bouwen. Daarnaast werd een park aangelegd door tuinarchitect A. Collumbien-Paynjon. Het moest het pronkstuk worden van Charles Carels eigendom. In het park bevonden zich ook enkele woningen voor het personeel, garages, een elektriciteitscabine, een machinekamer, een koetshuis, een varkensstal, een koestal, een zadelhok, een paardenstal, een vijver, een zwembad, een tennisveld, een boomgaard, een moestuin en vogelkooien. Carels kreeg van het Gentse schepencollege toestemming om op één van zijn bijhorende gronden een hoeve te bouwen met een inrijpoort. Al deze vernieuwingen duiden op de financiële welstand van de familie Carels. Ze maakten fortuin in de industrie. Charles Carels legde zich toe op de constructie van stoommachines en later dieselmotoren. Naast Charles Carels waren zijn zonen Alfons en Gustaaf Carels met hun bedrijf ‘Carels Frères’ en de zonen van Gustaaf Carels nl. Georges en Gaston belangrijke leden van de familie. De familie [Carels] was zeer gekend in Gent en omgeving en het kasteel werd al snel door de Gentenaren het ‘Carelshof’ genoemd.
In 1910 vestigde de oudste zoon van Gustaaf Carels, Carolus Albertus Carels, zich samen met zijn vrouw Eugenie Marie Louise Odile Anderheggen en hun negen kinderen in het kasteel. In 1919 verhuisde het gezin naar Sint-Pieters-Woluwe.

## Familie Silfhout
Er is verwarring omtrent de naamgeving van het kasteel. Sommigen stellen dat de familie Silfhout de oorspronkelijke eigenaars waren van het kasteel. Dit klopt echter niet. Het Nederlandse echtpaar Jean Jacques Van Silfhout en Teakje Penninga vestigde zich in Gent eind 19e eeuw en kregen in 1896 een dochter Joanna Antoinetta. In 1920 vestigde de familie Jean Jacques zich in het leegstaande kasteel Carelshof. Het gezin Van Silfhout verhuisde eind 1926 naar de Kuiperskaai in Gent. Deze familie zorgde ervoor dat het kasteel Carelshof ook bekend staat als het kasteel Silford.

## Latere geschiedenis van het kasteel Carelshof
Uit notariële bron blijkt dat Raymond Voet en Julien Anthierens het domein in ‘onverdeeldheid’ kochten. Het kasteel werd door de familie Voet bewoond in 1927. Vader Raymond Voet gebruikte hoogstwaarschijnlijk een deel van het park als bloemisterij. Sint-Amandsberg stond namelijk gekend voor zijn bloemenkwekerijen. In 1929 zal een deel van de eigendom van de familie Voet opgekocht worden door Anthierens en nog zeven anderen.
In 1930 werd het kasteelpark verkaveld en werden er een aantal straten, waaronder de ‘Carelsdreef’, aangelegd.
Na 1930 verbleven er verschillende mensen gedurende korte tijd en soms tegelijkertijd het kasteel bewonen. Het kasteel was groot genoeg om twee families te herbergen en kon ook gemakkelijk in twee afzonderlijke wooneenheden gesplitst worden. Naast de eigenaars van het kasteel woonde er ook nog dienstpersoneel.
Vanaf 1933 volgende de eigenaars elkaar in snel tempo op:
- In 1933-1936 vestigden Aloïs Schepens en Eugenie Marie Julien zich in het kasteel.
- Vervolgens bewoonden Louis Meersseman en Martha Geerinckx het kasteel.
- In 1939-1965 woonden Maurice Decock en Helena Bauwens in het kasteel.
- Tussen 1942-1943 woonden ook bloemist Etienne Vanderlinden en Ivonne Dewever er. Na de dood van Louis Meersseman verhuisde Martha Geerinckx in 1944 naar Lochristi.
- In 1964 verkochten het echtpaar Decock- Bauwens het kasteel aan Omer De Meyer en Simonne Mouten.
- In 1967 werd het kasteel openbaar verkocht. De nieuwe eigenaars werden Raoul Nisen en Diana Wauters. Vermoedelijk woonde dit koppel niet in het kasteel, maar het werd wel gebruikt als zaal voor openbare verkopingen.
- In 1972 werd het kasteel verkocht aan Albert Florin en Suzanne Sory en die woonden er tussen 1975-1976 samen met Victor Dries en Liliana Smet.

In 1978 kochten Edmond Van De Voorde en Anna-Maria Van Der Straeten het kasteel op. Ze vestigden er een restaurant, maar gingen failliet. In 1981 kochten Julien Van Landschoot en Chritiana D’Hont het kasteel, maar Emeric Verheye en Rosanna De Baets baatten het restaurant uit. In 1990 verkocht de heer Van Landschoot het kasteel aan NV GIMMO waarvan Patrick Gansbeke zaakvoerder werd. Vanaf 1991 woont Alex De Vriendt in het kasteel Carelshof als uitbater.

## Bouwstijl en bijgebouwen
Het huidige kasteel werd opgebouwd in neo-Lodewijk XVI-stijl. Het kasteel is opgetrokken in twee bouwlagen met geschilderde natuur- en baksteen. Hoogstwaarschijnlijk werd het ontwerp getekend door architect O. Van de Voorde. Het hoofdgebouw is rechthoekig en het dak is belegd met leisteen. Links en rechts van het hoofdgebouw komen twee aanbouwsel voor, telkens twee verdiepingen hoog met een plat dak. De voorgevel bevat een uitspringende inkomhal met een driehoekig fronton De achtergevel bevat in het midden een vijfzijdige uitbouw met een koepeldak. De hal en het trappenhuis binnenin zijn eveneens gebouwd in neo-Lodewijk XVI-stijl met een marmeren trap en een smeedijzeren leuning.

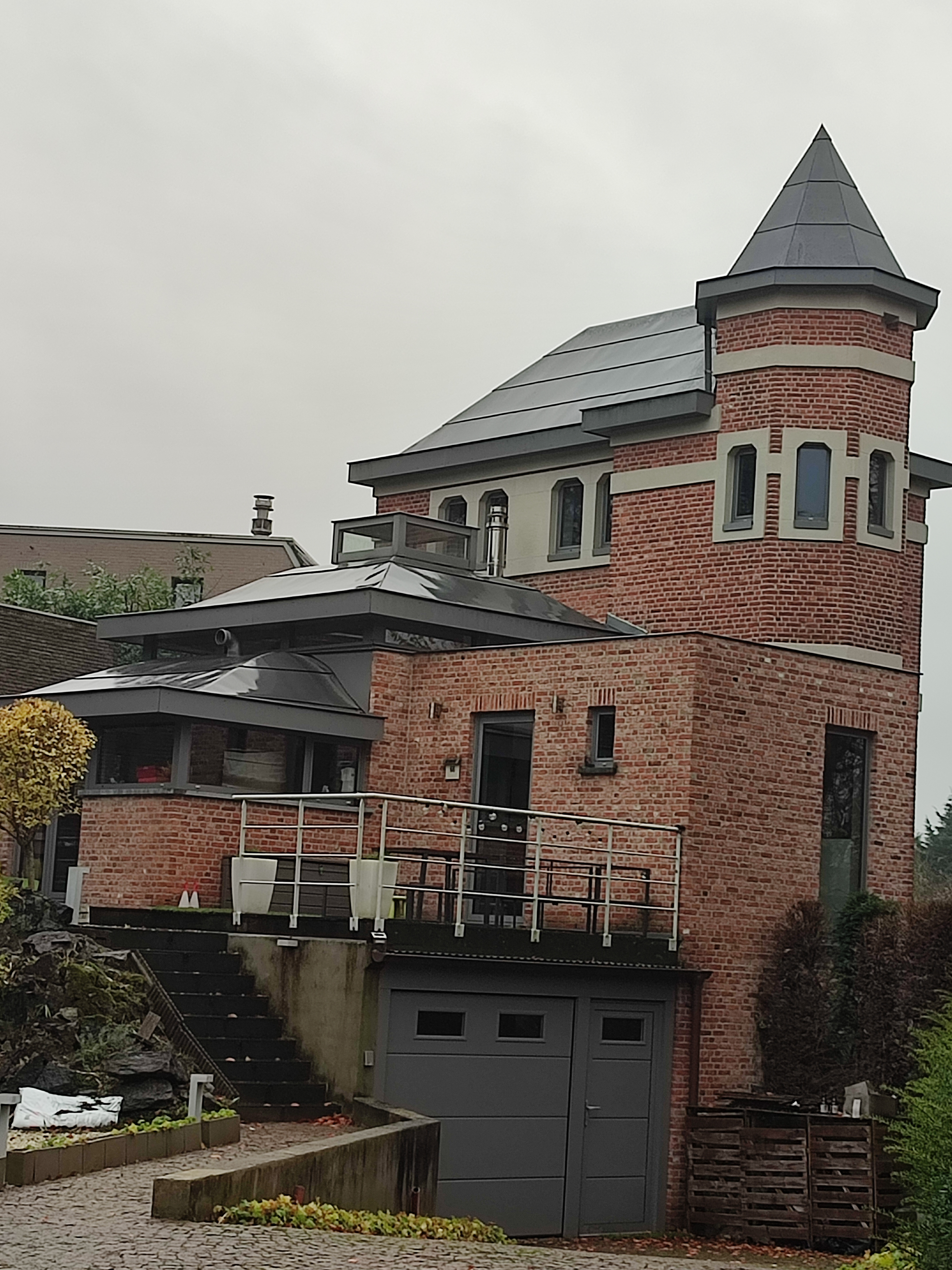
Het huidige Chinees Paviljoen gelegen in de Gustaaf Carelshof 66 te Sint-Amandsberg in Gent

Het Chinese paviljoen werd opgericht in 1911. Het is opgetrokken uit baksteen en natuursteen. De verschillende verdiepingen werden trapsgewijs uitgebouwd. Het paviljoen kenmerkt zich door een polygonale hoektoren. De huidige Villa les Gnomes is gelegen in de Gustaaf Carelshof 4 in Sint-Amandsberg, het huidige Chinees Paviljoen in de Gustaaf Carelshof 66 te Sint-Amandsberg.

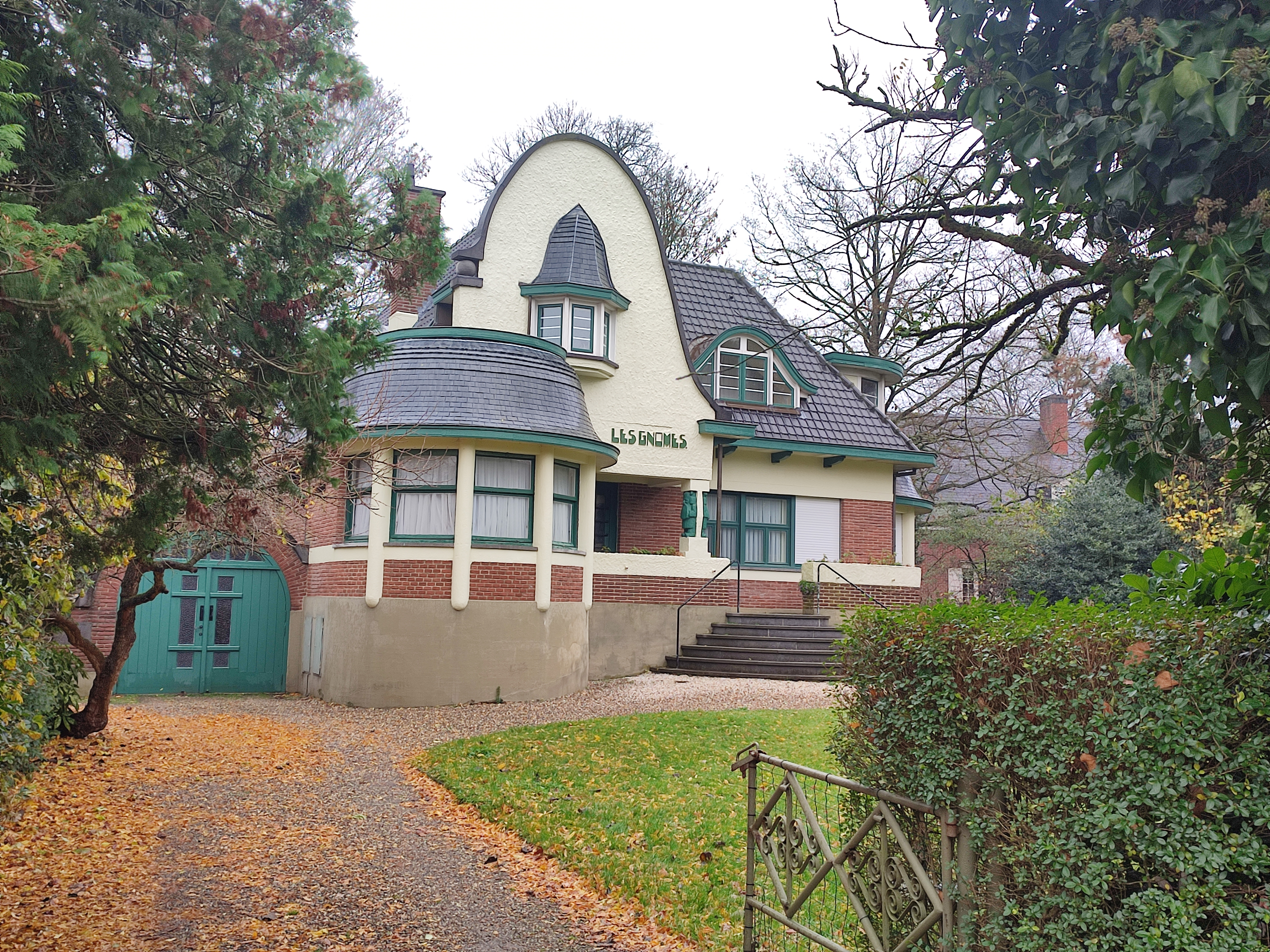
De huidige Villa Les Gnomes gelegen in de Gustaaf Carelshof 4 te Sint-Amandsberg in Gent

In het kasteelpark werd in 1930 een eerste villa opgetrokken nl. villa Les Gnomes. De villa is ontworpen door architect G. Henderick. Het gebouw is opgetrokken uit bakstenen en vertoont een aantal bepleisterde gedeeltes. Het gebouw omvat twee halfronde uitbouwen telkens met een koepelvormig dak. De voorgevel heeft een parabolische top met een erkerraam. Daarnaast omvat de villa een gebogen dakkapel. De portiek van het gebouw kenmerkt zich door een gesculpteerde dwerg.